# Seleção Portuguesa de Hóquei em Campo

## Classificação da Seleção Portuguesa Masculina
| Época | Competição                                                                                            | Local                      | Classifição Final |
| 1974  | Challenge I (EuroHockey Nations Championship Men's)                                                   |                            | 16º               |
| 2005  | Challenge III (known as Challenge I until 2011) EuroHockey Nations Challenge I Men's                  | Vinnitsya, Ukraine         | 2º                |
| 2007  | Challenge II (known as Nations Trophy until 2011) EuroHockey Nations Trophy Men's                     | Lisbon, Portugal           | 7º                |
| 2008  | Indoor Men's Challenge II (known as Indoor Nations Trophy until 20??) EuroHockey Nations Challenge II | Copenhague, Denmark        | 4º                |
| 2009  | Challenge III (known as Challenge I until 2011) EuroHockey Nations Challenge I Men's                  | Zagreb, Croatia            | 3º                |
| 2010  | Indoor Men's Challenge II (known as Indoor Nations Trophy until 20??) EuroHockey Nations Challenge II | Poznań, Poland             | 8º                |
| 2011  | Challenge III (known as Challenge I until 2011) EuroHockey Nations Challenge I Men's                  | Catania, Italy             | 6º                |
| 2012  | Indoor Men's Challenge III (known as Challenge I until 20??) EuroHockey Nations Challenge III         | Gondomar, Portugal         | 3º                |
| 2013  | Challenge III (known as Challenge I until 2011) EuroHockey Nations Challenge III Men's                | Lausanne, Switzerland      | 4º                |
| 2014  | Indoor Men's Challenge III (known as Challenge I until 20??) EuroHockey Nations Challenge III         | Sveti Ivan Zelina, Croatia | Campeão           |
| 2015  | Challenge III (known as Challenge I until 2011) EuroHockey Nations Challenge III Men's                | Lisbon, Portugal           | 2º                |

## Classificação da Seleção Portuguesa Feminina
| Época | Competição                                                      | Local              | Classifição Final |
| 2012  | Women's Indoor Challenge III - EuroHockey Nations Challenge III | Gondomar, Portugal | 7º                |
| 2014  | Women's Indoor Challenge III - EuroHockey Nations Challenge III | Poreč, Croatia     | 5º                |